# Sportrádió
A Sportrádió az ország első és egyetlen sport tematikájú rádióállomása volt, amely 2022. január 17-én reggel 6 órakor indult el a Budapesten és környékén fogható 105,9 MHz-es frekvencián, amit korábban a Gazdasági Rádió (Trend FM) és a Karc FM (Hír FM) használt.
A rádió a Nemzeti Sport online felületén, az nso.hu-n is hallgatható volt. A Sportrádió főszerkesztője Vobeczky Zoltán volt.

## Története
2021. október 15-én a Médiatanács kihirdette a Budapest 105,9 MHz frekvenciapályázat végeredményét, amelyet az LBK Sport Kft. nyerte meg. A pályázat feltétele az volt, hogy csak sport tematikával lehetett pályázni. 2022. január 7-én kiderült, hogy egy Orbán Viktor-közeli személyhez, Szöllősi Györgyhöz, a Nemzeti Sport főszerkesztőjéhez került a cég. Ezzel egyidőben a cég neve megváltozott Online Sportmédia Kft.-re, és Budapestről Felcsútra került át a cég székhelye. A rádió végül 2022. január 17-én 6 órakor indult el, a Himnusszal, híres sportolók és olimpikonok köszöntőivel és Rúzsa Magdi Fight című dalával, amely a 2022-es férfi kézilabda-Európa-bajnokság himnusza.
Miután áprilisban az MTVA-hoz került a Nemzeti Sport, és mivel a rádiót üzemeltető kormányközeli cég veszteséges volt, a magántulajdonú rádió 2024. június 13-áról 14-re virradóra, azaz pontosan éjfélkor megszüntette adását, és ezzel együtt a közmédia újraindította az adást Nemzeti Sportrádió néven, ugyanezen a frekvencián. Éjfél után már csak az interneten ment az adás egészen délelőtt 09:11-ig, hírekkel és zenékkel, műsorvezetés nélkül. A bejelentéssel egyidőben levédették az m4sportradio.hu és a nemzetisportradio.hu domaincímeket.

## Munkatársak

### Műsorvezetők
- Balázs Pali
- Balogh Balázs
- Csisztu Zsuzsa
- Edvi László
- Harsányi Levente
- Lantos Gábor
- Mező Gábor
- Németh Kornél
- Perjési Tamás
- Risztov Éva
- Somogyi Zsolt
- Szabó Szilárd
- Szabó Szilvia
- Szegő Tibor
- Szujó Zoltán
- Török László
- Virányi Zsolt
- Gazdag Krisztina
- Horváth Gergely Áron
- Jekkel Dániel
- Juhász Bálint
- Szani Roland
- Vizes Zsolt
- Zsíros Mihály

### Szerkesztők
- Balogh Bence
- Bikfalvi Tamás
- L. Pap István
- Monoki Kálmán
- Rizmayer Mihály
- Suba Kata
- Szabó Szilárd
- Szabó Szilvia
- Virányi Zsolt
- Hortobágyi Tibor

### Hírszerkesztők
- Hortobágyi Tibor
- Szabó János
- Virányi Zsolt
- Zelenyánszky Balázs
- Petz Gábor Olivér